# Albigny-sur-Saône
Albigny-sur-Saône és un municipi francès, situat a la metròpoli de Lió i a la regió d'Alvèrnia Roine-Alps. L'any 2012 tenia 2.793 habitants.

## Demografia

### Població
El 2007 la població de fet d'Albigny-sur-Saône era de 2.744 persones. Hi havia 914 famílies de les quals 253 eren unipersonals (105 homes vivint sols i 148 dones vivint soles), 266 parelles sense fills, 314 parelles amb fills i 81 famílies monoparentals amb fills.
La població ha evolucionat segons el següent gràfic:
Habitants censats

### Habitatges
El 2007 hi havia 1.000 habitatges, 931 eren l'habitatge principal de la família, 21 eren segones residències i 47 estaven desocupats. 529 eren cases i 465 eren apartaments. Dels 931 habitatges principals, 513 estaven ocupats pels seus propietaris, 395 estaven llogats i ocupats pels llogaters i 23 estaven cedits a títol gratuït; 30 tenien una cambra, 77 en tenien dues, 196 en tenien tres, 260 en tenien quatre i 367 en tenien cinc o més. 574 habitatges disposaven pel capbaix d'una plaça de pàrquing. A 413 habitatges hi havia un automòbil i a 406 n'hi havia dos o més.

### Piràmide de població
La piràmide de població per edats i sexe el 2009 era:
| Homes | Edats   | Dones |
| ----- | ------- | ----- |
| 4     | 95 o +  | 36    |
| 12    | 90 a 94 | 44    |
| 14    | 85 a 89 | 55    |
| 23    | 80 a 84 | 55    |
| 54    | 75 a 79 | 66    |
| 51    | 70 a 74 | 58    |
| 45    | 65 a 69 | 43    |
| 55    | 60 a 64 | 56    |
| 68    | 55 a 59 | 56    |
| 100   | 50 a 54 | 75    |
| 81    | 45 a 49 | 101   |
| 87    | 40 a 44 | 114   |
| 110   | 35 a 39 | 73    |
| 82    | 30 a 34 | 87    |
| 94    | 25 a 29 | 99    |
| 55    | 20 a 24 | 57    |
| 98    | 15 a 19 | 106   |
| 116   | 10 a 14 | 82    |
| 93    | 5 a 9   | 88    |
| 87    | 0 a 4   | 24    |

## Economia
El 2007 la població en edat de treballar era de 1.580 persones, 1.168 eren actives i 412 eren inactives. De les 1.168 persones actives 1.055 estaven ocupades (545 homes i 510 dones) i 113 estaven aturades (54 homes i 59 dones). De les 412 persones inactives 123 estaven jubilades, 155 estaven estudiant i 134 estaven classificades com a «altres inactius».

### Ingressos
El 2009 a Albigny-sur-Saône hi havia 914 unitats fiscals que integraven 2.361 persones, la mediana anual d'ingressos fiscals per persona era de 20.565 €.

### Activitats econòmiques
Dels 109 establiments que hi havia el 2007, 1 era d'una empresa extractiva, 4 d'empreses de fabricació d'altres productes industrials, 19 d'empreses de construcció, 24 d'empreses de comerç i reparació d'automòbils, 5 d'empreses de transport, 9 d'empreses d'hostatgeria i restauració, 3 d'empreses d'informació i comunicació, 6 d'empreses financeres, 8 d'empreses immobiliàries, 12 d'empreses de serveis, 13 d'entitats de l'administració pública i 5 d'empreses classificades com a «altres activitats de serveis».
Dels 31 establiments de servei als particulars que hi havia el 2009, 1 era una oficina d'administració d'Hisenda pública, 1 oficina de correu, 2 tallers de reparació d'automòbils i de material agrícola, 1 autoescola, 2 paletes, 4 guixaires pintors, 2 fusteries, 5 lampisteries, 3 electricistes, 2 perruqueries, 6 restaurants i 2 agències immobiliàries.
Dels 6 establiments comercials que hi havia el 2009, 1 era una gran superfície de material de bricolatge, 1 una fleca, 1 una peixateria, 1 una llibreria i 2 botigues de material esportiu.
L'any 2000 a Albigny-sur-Saône hi havia 3 explotacions agrícoles.

## Equipaments sanitaris i escolars
El 2009 hi havia 1 hospital de tractaments de curta durada, 1 hospital de tractaments de mitja durada (seguiment i rehabilitació), 1 un hospital de tractaments de llarga durada i 1 farmàcia.
El 2009 hi havia 1 escola maternal i 1 escola elemental.

## Poblacions més properes
El següent diagrama mostra les poblacions més properes.